# Marwan Barghouti
Marwan Hasib Ibrahim Barghouti (árabeː مروان البرغوثي ; Ramala, 6 de junio de 1959), también conocido con la kunya Abu Qassam, es un político palestino miembro del Consejo Legislativo Palestino, que ha sido condenado y está encarcelado por asesinato en Israel. Como líder de una rama paramilitar de Fatah llamada Tanzim, está considerado uno de los líderes de la Primera y Segunda intifadas y, pese a estar en la cárcel, todavía ejerce una gran influencia en Fatah. Con una gran popularidad entre la población palestina, se ha especulado que podría convertirse en un candidato unitario a la hora de suceder a Mahmud Abás. De hecho, diversos medios de comunicación lo han comparado con el sudafricano Nelson Mandela.
Las autoridades israelíes consideran que Barghouti es un terrorista, acusándolo de dirigir numerosos ataques, incluidos atentados suicidas, tanto contra objetivos militares como civiles. El ejército israelí lo detuvo en 2002 en Ramala, tras lo cual fue juzgado y condenado por cargos de asesinato y sentenciado a cinco cadenas perpetuas más cuarenta años de cárcel. Marwan Barghouti se negó a defenderse de los cargos que se le imputaban, manteniendo en todo momento que el juicio era ilegal e ilegítimo.
En las negociaciones para la liberación del soldado israelí Gilad Shalit a cambio de prisioneros palestinos, Hamás insistió en incluir a Barghouti en el trato con Israel, algo que volvió a suceder en las negociaciones para la liberación de los rehenes capturados al comienzo de la guerra Israel-Gaza de 2023-24. Sin embargo, Israel se negó en ambas ocasiones a ceder ante tal demanda.
Barghouti representa una clara alternativa a las políticas desarrolladas por Mahmud Abás, proponiendo la reconciliación con Hamás, el cese de la cooperación con Israel en temas de seguridad, el apoyo de la Autoridad Nacional Palestina a una protesta no violenta y masiva contra Israel y el boicot de productos israelíes.

## Biografía

### Infancia y juventud
Barghouti nació en la aldea de Kobar, cerca de Ramala, y forma parte del clan Barghouti, originario de Deir Ghassaneh. Otros miembros de dicho clan son Mustafa Barghouti, otro político palestino y primo lejano suyo, y Omar Barghouti, fundador del movimiento BDS que preconiza el boicot, la desinversión y las sanciones contra la ocupación israelí. Barghouti creció en una familia con seis hermanos más, y su padre era un emigrante del Líbano. Su hermano pequeño Muqbel lo describió como “un chico travieso y rebelde”.
Barghouti se unió a Fatah con 15 años, edad a la que las fuerzas israelíes lo detuvieron por primera vez, y fue cofundador de la organización juvenil de este partido (llamada Shabiba) en Cisjordania. En 1976, a la edad de 18 años, fue arrestado por fuerzas israelíes por su relación con los movimientos milicianos palestinos, y con 19 años fue sentenciado a cinco años de cárcel por ser miembro de Fatah. Terminó su educación secundaria y aprendió a hablar hebreo en la cárcel, donde también recibió su diploma.
Barghouti ingresó en la Universidad de Birzeit (BZU) en 1983, donde fue nombrado secretario de su sindicato de estudiantes. En 1998 obtuvo un máster en Relaciones Internacionales también por la Universidad de Birzeit. Durante su época universitaria, fue un estudiante muy activo en temas políticos, hablando a favor de Fatah y encabezando el Consejo Estudiantil de la universidad. El 21 de octubre de 1984 se casó con una compañera de universidad, Fadwa Ibrahim, quien obtuvo su licenciatura y un máster en Derecho y se convirtió en una importante defensora de los derechos de los presos palestinos antes de centrarse en dirigir la campaña por la liberación de su marido. Juntos tienen una hija, Ruba (1986-) y tres hijos, Qassam (1985-), que fue nombrado en honor a Izzedin al-Qassam, Sharaf (1989-) y Arab (1990-). 

### Primera Intifada
Marwan Barghouti se convirtió en uno de los principales líderes en Cisjordania de la Primera Intifada en 1987, dirigiendo a los palestinos en un levantamiento masivo contra la ocupación israelí. En mayo de 1987, fue expulsado a Jordania junto con otros líderes sindicales estudiantiles. Esto que hizo que no recibiera su título en Historia y Ciencias Políticas hasta 1994, cuando pudo volver al exilio gracias a lo firmado en los Acuerdos de Oslo. Un antiguo oficial del Shin Bet le relacionó con un asesinato de un colono israelí durante la estancia de Barghouti en Jordania, aunque nunca ha sido condenado por ello. Aunque se mostraba muy partidario del proceso de paz, dudaba de que Israel estuviese realmente comprometido con la de idea de intercambiar paz por territorios. En 1996 resultó elegido para el Consejo Legislativo Palestino, tras lo que comenzó su apoyo activo al establecimiento de un estado independiente palestino. Barghouti hizo campaña contra la corrupción de la administración de Yasir Arafat y contra las violaciones de los derechos humanos de sus servicios de seguridad, por lo que fue ganando popularidad entre la población palestina. Durante este tiempo estableció relaciones con una serie de políticos y miembros de los movimientos por la paz israelíes como Haim Ramon, ministro israelí por aquella época, de quien se hizo buen amigo.
Hacia el verano del año 2000, y en especial tras el fracaso de la cumbre de Camp David, Barghouti comenzó a desilusionarse y afirmó que las protestas populares y las “nuevas formas de lucha militar” serían las características de la “próxima intifada”. A pesar de ser “una de las figuras más moderadas de la Autoridad Nacional Palestina”, en palabras de Haim Ramon, en ocasiones realizó acciones que ofrecían una imagen mucho más radical en el contexto de un “discurso interno palestino”, según las propias palabras de Barghouti. Por ejemplo, en 1997 sugirió que el parlamento palestino debía enviar sus condolencias a la familia de un miliciano que acababa de realizar un atentado suicida en el Café Apropos de Tel Aviv. También dijo que el fabricante de bombas gazatí Yahya Ayyash, conocido como “el ingeniero”, era un shahid (un mártir de la causa). El puesto oficial de Barghouti en aquella época era el de Secretario General de Fatah en Cisjordania.

### Segunda Intifada
Conforme se desarrollaba la Segunda Intifada, Barghouti se fue haciendo cada vez más popular entre los palestinos como líder de Tanzim, brazo armado de Fatah, considerado un grupo terrorista por Israel y uno de los principales grupos de la resistencia contra la ocupación de Palestina. Barghouti lideró manifestaciones hacia los controles de seguridad israelíes, donde se iniciaron disturbios contra los soldados, y animó a los palestinos a través de discursos en funerales y manifestaciones, legitimando el uso de la fuerza para expulsar a Israel de Cisjordania y la Franja de Gaza. En una ocasión afirmó “Yo, y el movimiento Fatah al que pertenezco, estamos decididamente en contra de los ataques a civiles dentro de Israel, nuestro futuro vecino. Me reservo el derecho a protegerme, a resistir la ocupación israelí de mi país y a luchar por mi libertad”. Luego añadió: “Todavía busco una coexistencia pacífica de países iguales e independientes entre Israel y Palestina, basada en una completa retirada (de Israel) de los territorios palestinos ocupados en 1967”.

### Juicio y encarcelamiento en Israel

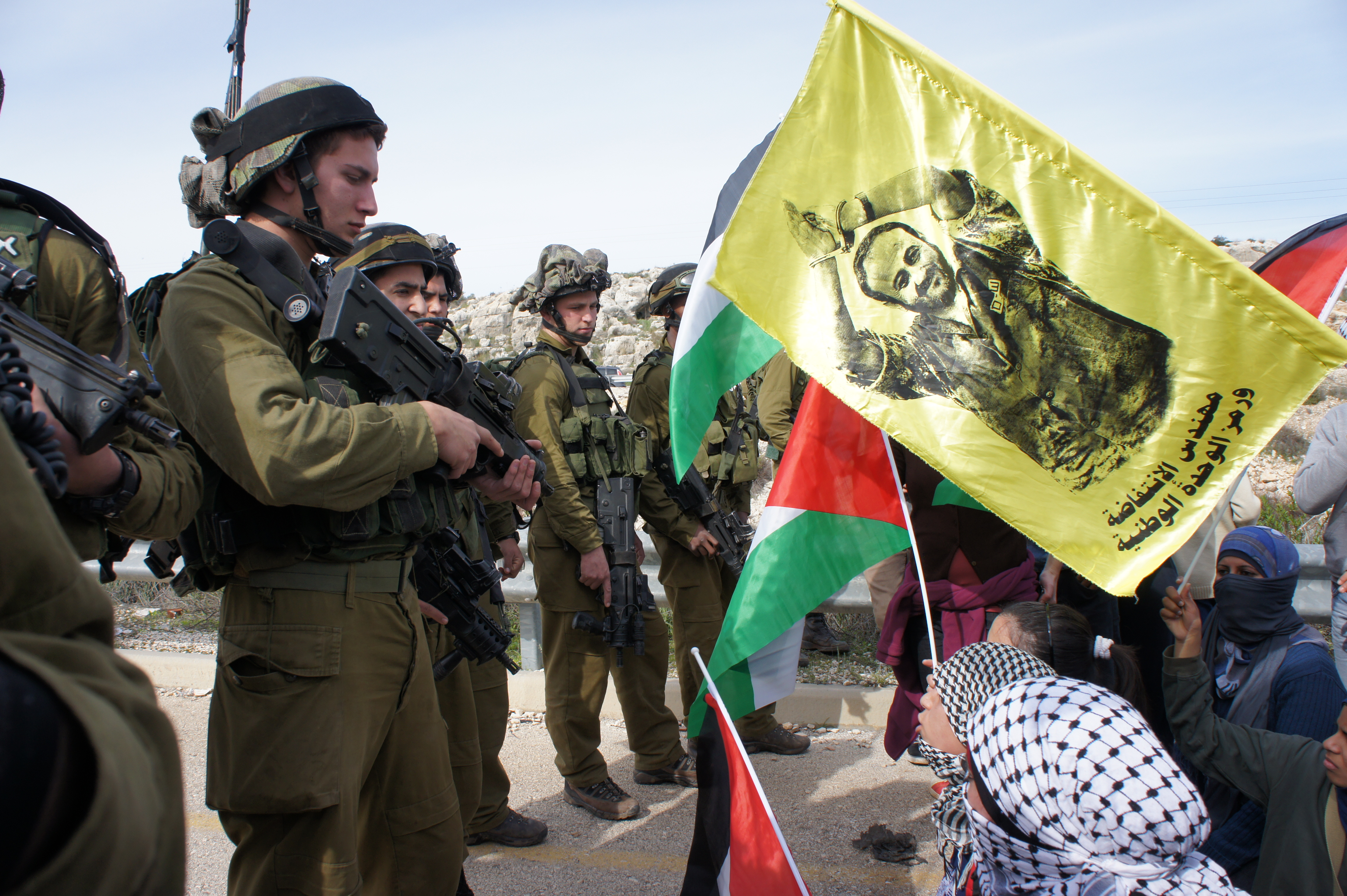
Manifestantes palestinos ondean banderas con la imagen de Marwan Barghouti

Israel acusó a Marwan Barghouti de fundar las Brigadas de los Mártires de Al-Aqsa e intentó asesinarlo en dos ocasiones, una de ellas en 2001. El misil impactó en el coche de su guardaespaldas, matando a este. Barghouti sobrevivió pero fue arrestado por el ejército israelí en Ramala el 15 de abril de 2002, tras lo que fue trasladado a la comisaría del Complejo Ruso de Jerusalén. Durante los interrogatorios que se llevaron a cabo allí, admitió su responsabilidad por los ataques de Fatah en Cisjordania, aunque negó la de los que se desarrollaron dentro de la Israel reconocida internacionalmente, ataques a los que él se oponía enérgicamente.
Amos Harel escribió en Haaretz que Barghouti había sido arrestado por soldados del Batallón Duchifat que se aproximaron a su edificio escondidos en una ambulancia para evitar ser detectados: “Los soldados del Duchifat se apretujaron en una ambulancia para llegar tan rápido como fuese posible a la casa donde Barghouti se estaba escondiendo y sellarla”.
Cuatro meses después, Barghouti fue acusado en un juzgado civil de pertenencia a un grupo terrorista y del asesinato de 26 personas a raíz de los atentados llevados a cabo por las Brigadas de los Mártires de Al-Aqsa contra soldados y civiles israelíes. El ministro israelí de justicia, Meir Sheetrit, sugirió que el juicio se retransmitiese por televisión “como el juicio a Eichmann”. Marwan Barghouti se negó a defenderse de estos cargos, negándose durante todo el proceso a reconocer la autoridad del tribunal israelí para juzgarlo. Sin embargo, siguió insistiendo en que apoyaba la resistencia armada a la ocupación israelí, pero condenaba los ataques a civiles dentro de Israel. En cualquier caso, las pruebas que Israel presentó en su juicio afirmaban que él apoyaba y dirigía dichos ataques. El 20 de mayo de 2004 fue condenado por 5 cargos de asesinato (cuatro israelíes y un monje griego), así como intento de asesinato y conspiración para un asesinato, mientras que fue declarado inocente de otros 21 cargos de asesinato en 33 ataques por “falta de pruebas”. El 6 de junio de ese mismo año le sentenciaron a la pena máxima por los delitos por los que había sido condenado: cinco cadenas perpetuas por los cinco asesinatos y 40 años de cárcel por un intento de asesinato, que incluían la autorización y organización del asesinato del monje griego Georgios Tsibouktzakis cerca del monasterio de San Jorge de Coziba, en Cisjordania, un ataque cerca del asentamiento israelí de Giv'at Ze'ev que ocasionó la muerte de un civil y el atentado contra el restaurante Seafood Market de Tel Aviv que causó tres víctimas mortales.

### Campaña para su liberación

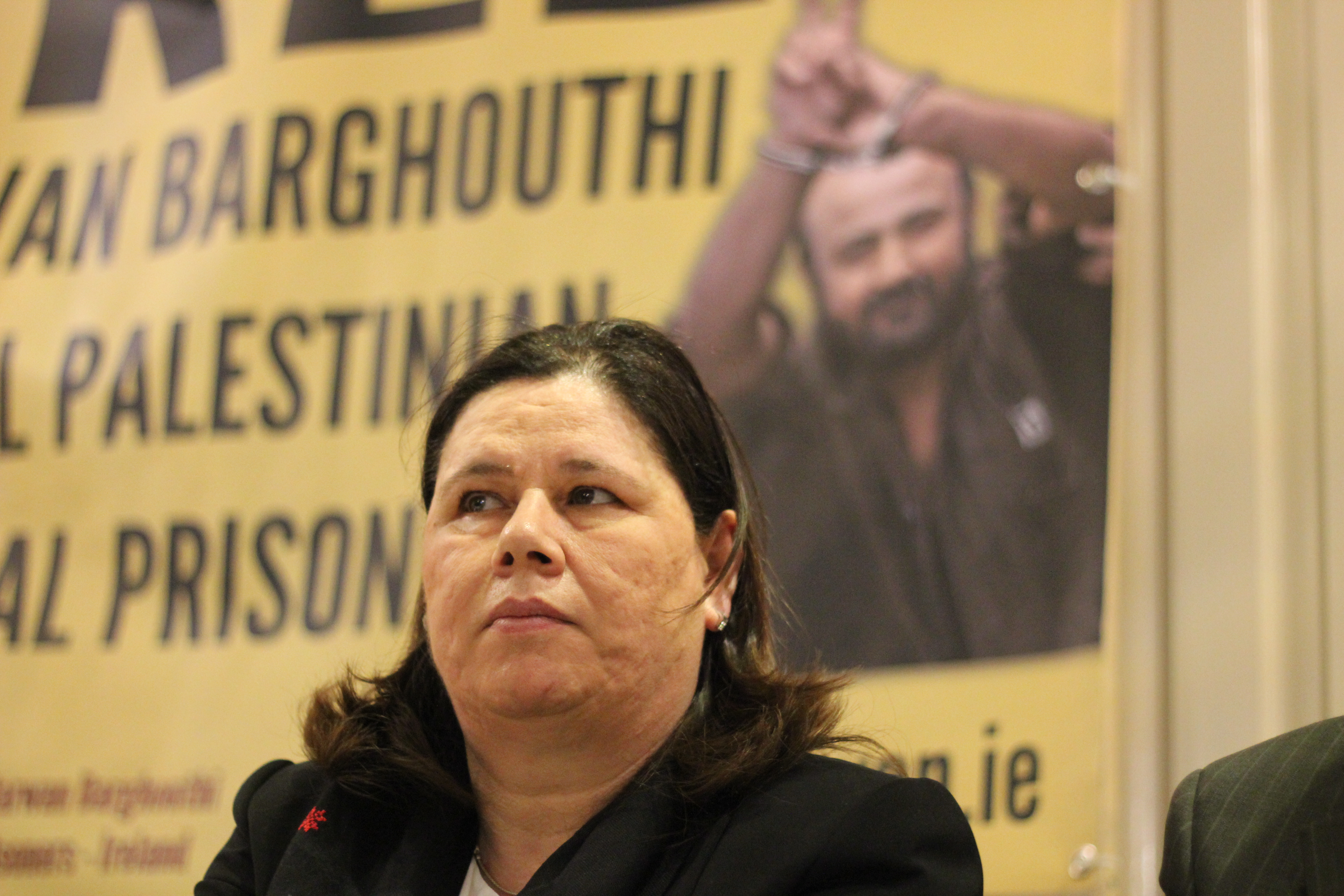
Fadwa Barghouti, esposa y abogada de Marwan

Desde el mismo momento en que fue arrestado, muchos de sus seguidores han realizado una campaña para su liberación. Entre los miembros de esta campaña están importantes políticos palestinos, europarlamentarios y el grupo israelí Gush Shalom. Reuters informó de que algunos ven a Barghouti “como un Nelson Mandela palestino, el hombre que podría galvanizar un movimiento nacional dividido y tambaleante si Israel lo liberase”. Según The Jerusalem Post, “a diferencia de muchos de los medios de comunicación occidentales, los periodistas y escritores palestinos rara vez –tal vez nunca- se han referido a Barghouti como el “Nelson Mandela palestino”. Por su parte, Ayman Odeh, el líder de la Lista Conjunta (el principal partido de la minoría árabe palestina en Israel) le llevó a la cárcel la biografía de Nelson Mandela escrita por el periodista británico Anthony Sampson. El diario israelí Haaretz se hacía eco de su fama como el “Nelson Mandela palestino” el 5 de julio de 2016, diciendo de él que “una década y media después de que empezara a cumplir su condena por su papel en los asesinatos de la Segunda Intifada, Marwan Barghouti sigue estando considerado –por la mayoría de los palestinos, por muchos israelíes y por líderes mundiales- como el hombre que podría guiar a su pueblo hacia la independencia".
Por un lado, hay una corriente en la sociedad israelí y a nivel internacional que opina que una liberación de Barghouti por parte de Israel sería una excelente muestra de buena fe para el proceso de paz. Esta visión ganó popularidad entre la izquierda israelí tras el desmantelamiento de los asentamientos israelíes en la Franja de Gaza en 2005. Por otro lado, un segundo grupo opina desde la realpolitik que permitir que Barghouti se reincorporase a la política palestina podría servir para mejorar la posición de Fatah en su lucha contra la creciente popularidad de Hamás. Según Pinhas Inbari, del Jerusalem Center for Public Affairs, “Hamás entiende que debe proporcionar a sus seguidores algún tipo de confort, en especial si observamos el sufrimiento del pueblo palestino. Por este motivo, Hamás está dispuesto a aceptar la liberación de Barghouti y a tratar con él cuando sea libre. Sin la situación crítica del pueblo palestino, Hamás objetaría contra la liberación de Barghouti.”
Tras la reelección de Barghouti en 2006 para el Consejo Legislativo Palestino se reinició el debate en Israel sobre el futuro de Barghouti, que iba desde el apoyo del parlamentario Yossi Beilin a un indulto presidencial hasta un rechazo absoluto a cualquier idea de liberación. El ministro de asuntos exteriores Silvan Shalom afirmó: “No debemos olvidar que es un asesino a sangre fría que fue condenado por la corte a cinco cadenas perpetuas… Está fuera de lugar debatir la liberación de un asesino que tiene sangre en sus manos y que fue debidamente condenado por un tribunal”. Sin embargo, muchos miembros del Knéset (incluido el parlamentario de Kadima Meir Sheetrit) sugirieron que probablemente Barghouti sería liberado como parte de unas negociaciones de paz futuras, aunque no especificaron cuando. En enero de 2007, el vice primer ministro israelí Shimon Peres declaró que si saliese elegido presidente de Israel firmaría un indulto presidencial de Barghouti, algo que no cumplió al llegar al cargo.
Yitzhak Gershon, el comandante de división responsable de su captura, comentó al diario Haaretz: “En mi opinión, debería ser liberado incondicionalmente en este momento. Y no como un colaborador nuestro, sino como alguien que se preocupará por (el futuro de) el pueblo palestino, si hubiera la más mínima oportunidad de que se convirtiese en un líder del otro bando. Digo esto incluso siendo consciente de que tiene sangre en sus manos, como líder de los Tanzim durante la Segunda Intifada. La paz se hace con enemigos fuertes cuyo honor no ha sido pisoteado”. Ehud Barak, primer ministro israelí en el momento en el que comenzó la Segunda Intifada, consideró que su encarcelamiento solo ayudaría a reforzar su imagen entre los palestinos: “Él luchará por el liderazgo desde dentro de la cárcel, sin tener que demostrar nada. Su mito crecerá constantemente por sí solo”. Ariel Sharón, primer ministro israelí en el momento de su captura, consideró la liberación de Barghouti como parte de un canje con los Estados Unidos a cambio del espía Jonathan Pollard, aunque las negociaciones no llegaron a buen puerto. Avi Ditcher, que encabezaba la unidad secreta que averiguó el paradero de Barghouti justo antes de su captura, se mostró opuesto a su liberación, incluso ante las presiones de altos cargos israelíes, alguno de los cuales lo describió como “Mandela”. Haim Ramon, exministro israelí y buen amigo de Marwan durante un tiempo, dice de él que “no hay duda de que será el próximo presidente palestino. Él es el consenso. Hamás lo acepta en gran medida. Cuando eso suceda habrá una fuerte presión internacional sobre Israel, que acabará viéndose obligado a liberarlo”.En enero de 2024, el exjefe del Shin Bet, Ami Ayalon, declaró que, si había un intercambio de prisioneros para liberar a los rehenes capturados al comienzo de la guerra de Gaza, «debemos liberar a Marwan Barghouti». Ayalon explicó que defendía esta posibilidad por dos motivos: «tanto porque el retorno de los rehenes israelíes es lo más cercano posible a una foto de la victoria en la actual campaña de Gaza, como porque Marwan es el único líder palestino que puede ser elegido y liderar un gobierno palestino unido y legítimo que adopte un camino de separación mutuamente acordada con Israel».
Una nueva campaña por su liberación dio inicio en 2013 desde la celda que el propio Nelson Mandela ocupó en la prisión sudafricana de Robben Island, organizada por su mujer Fadwa y apoyada por activistas anti-apartheid sudafricanos como Ahmed Kathrada y ocho ganadores del Premio Nobel de la Paz, como Desmond Tutu o Jimmy Carter.

### Relación con Fatah

Grafiti de Marwan Barghouti en el muro de separación israelí

El 14 de diciembre de 2005, Barghouti anunció que había formado un nuevo partido político, al-Mustaqbal (“El Futuro”), compuesto principalmente de miembros de la “guardia joven” de Fatah que habían expresado en repetidas ocasiones su frustración por la corrupción del partido. La lista, que fue presentada ante el comité electoral central de la Autoridad Nacional Palestina ese mismo día, incluía nombres como los de Mohammed Dahlan, Kadoura Fares, Samir Mashharawi y Jibril Rajub.
La ruptura tuvo lugar después de que Barghouti hubiese rechazado la oferta de Mahmoud Abbas de ser el número dos en la lista de Fatah al parlamento, solo por detrás del primer ministro palestino Ahmed Qurei. En realidad, Barghouti habría sido el número uno de la lista, pero esto no se supo hasta después de que el nuevo partido se hubiese registrado. 
Las reacciones a la ruptura fueron variadas. Mientras que algunos dieron la bienvenida al nuevo partido como un paso positivo hacia la paz, ya que el partido de Barghouti podía ayudar a reformar los importantes problemas del gobierno palestino, otros mostraron su preocupación por la posible división del voto de Fatah, lo que ayudaría de manera indirecta a Hamás. Los seguidores de Barghouti respondieron argumentando que al-Mustaqbal dividiría el voto de ambos partidos (Fatah y Hamás), captando tanto a los miembros desencantados de Fatah como a los votantes moderados de Hamás que no estaban de acuerdo con los objetivos políticos de su partido, aunque sí con su labor social y su firme postura contra la corrupción. Algunos observadores apuntaron a la hipótesis de que la formación de al-Mustaqbal podría haber sido principalmente una táctica negociadora para conseguir que los miembros de la “guardia joven” accediesen a posiciones de poder más altas dentro de Fatah y de su lista electoral. 
Finalmente, Barghouti se convenció de que la idea de liderar un nuevo partido, sobre todo uno creado a partir de una ruptura con Fatah, sería completamente irrealista mientras todavía se encontrase en la cárcel. Por lo tanto, se presentó como candidato de Fatah a las elecciones del Consejo Legislativo Palestino de 2006, recuperando sin problemas su escaño en el parlamento palestino.

### Actividad política desde la cárcel

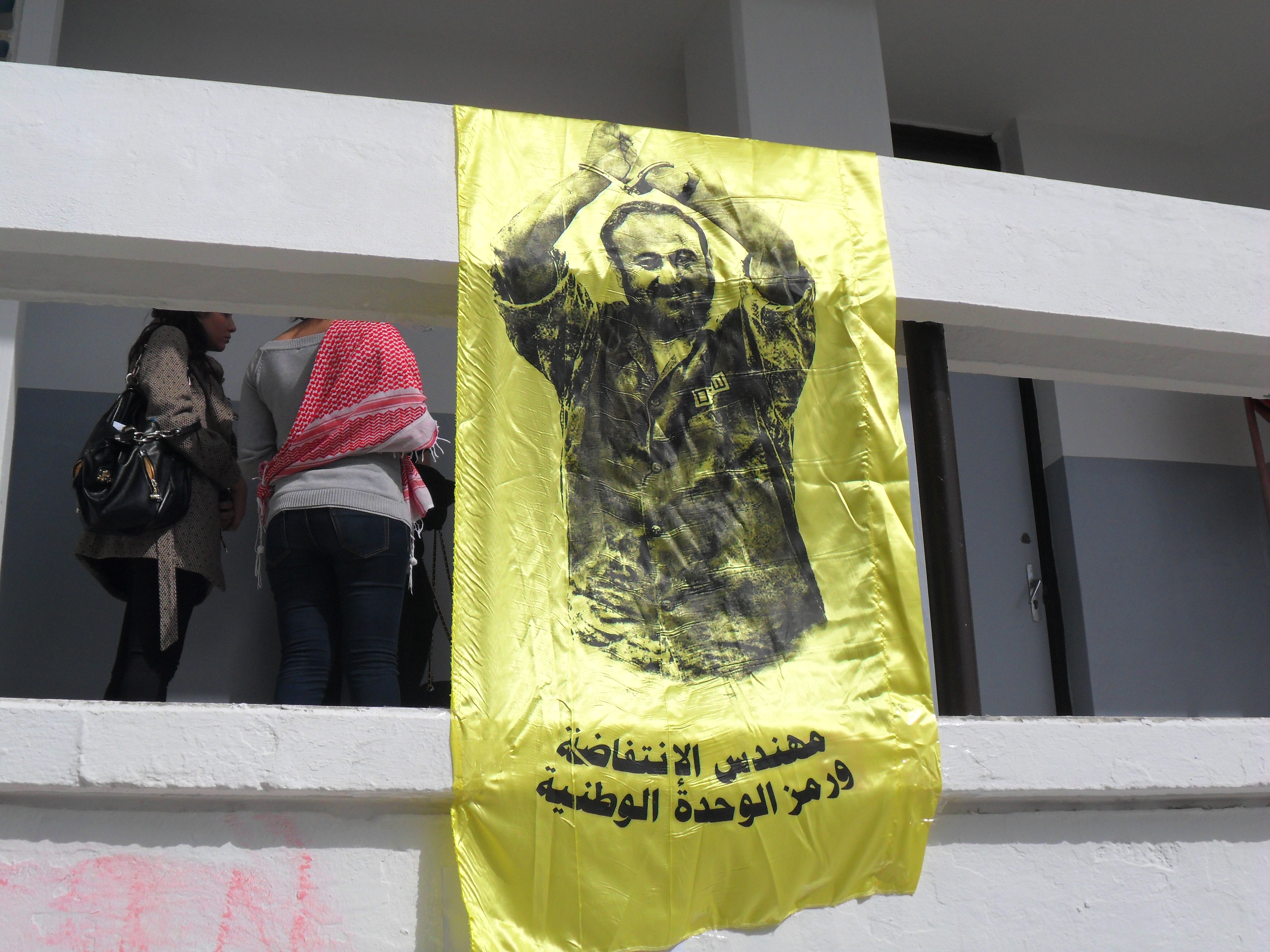
Bandera con la icónica imagen de Marwan Barghouti

A finales de 2004, Barghouti anunció desde su cárcel israelí su voluntad de concurrir a las elecciones presidenciales de enero de 2005, que habían sido convocadas tras la muerte del presidente Yasir Arafat en noviembre de ese año. El 26 de noviembre de 2004, todo parecía indicar que abandonaría la carrera electoral por las presiones de Fatah, encaminadas a que otorgase su apoyo al candidato Mahmud Abás. Sin embargo, poco antes de la fecha límite (el 1 de diciembre), la mujer de Barghouti lo registró como candidato independiente. El 12 de diciembre, ante una presión creciente por parte de Fatah, optó por abandonar su candidatura en beneficio de la unidad nacional palestina. El 11 de mayo de 2006, como resultado del punto muerto al que había llegado la política palestina tras la victoria de Hamás en las elecciones al PLC de enero de 2006, los líderes palestinos presos en cárceles israelíes publicaron el Documento de Reconciliación Nacional de los Prisioneros. Dicho documento, impulsado inicialmente por Marwan Barghouti y por líderes de Hamás, el FPLP, la Yihad Islámica Palestina y el FDLP, proponía unas bases sobre las que formar un gobierno de coalición en el Consejo Legislativo Palestino: solución de dos estados viviendo uno al lado del otro, basados en las fronteras anteriores a 1967; implementación del derecho de retorno; abandono de la lucha armada en el interior de Israel; introducción de la democracia en Palestina e igualdad de derechos para la mujer. Significativamente, el documento también solicitaba la apertura de negociaciones con el estado de Israel para la consecución de una paz duradera. El Documento de Reconciliación Nacional de los Prisioneros ganó popularidad rápidamente y a día de hoy se considera uno de los cimientos sobre el que construir un gobierno de unidad nacional. Según Haaretz, aunque Barghouti no estuvo oficialmente presente en las negociaciones para un gobierno de unidad en febrero de 2007, jugó un papel clave en la mediación entre Hamás y Fatah y en la formulación del compromiso alcanzado el 8 de febrero de 2007. En 2009, Marwan Barghouti fue elegido líder del partido en la Conferencia de Fatah en Belén.
Algunos miembros árabes del parlamento israelí lo visitan regularmente en la cárcel, como el líder de la Lista Conjunta, Ayman Odeh, quien enfatiza que “tiene un 86% de apoyo entre los palestinos”. Jamal Zahalka, líder de Balad, uno de los partidos árabes integrantes de la Lista Conjunta, lo visitó en la cárcel en julio de 2016 y relató cómo Barghouti alabó la unión de los distintos partidos árabe-israelíes como un modelo a seguir “para sus aspiraciones de unir a Fatah y Hamás en una revolución de protesta no violenta”. Un documento del sistema penitenciario israelí afirma que Barghouti ha “iniciado, enseñado e institucionalizado” la idea de impartir estudios a los prisioneros palestinos en cárceles israelíes, algo para lo que ha contado con la ayuda de diversas universidades árabes. En noviembre de 2014, Barghouti pidió a la Autoridad Nacional Palestina que finalizase inmediatamente la cooperación con Israel en temas de seguridad y llamó a una Tercera Intifada contra Israel, aunque en una entrevista con Haaretz a través de un mediador, definió la denominada “Intifada de los cuchillos” como un error fatal, dado que carecía del carácter masivo, constante y unitario que debería tener una protesta que se plantease para incrementar la presión internacional sobre Israel. Importantes personalidades en el campo de la lucha por los derechos humanos, como los ganadores del Premio Nobel de la Paz Desmond Tutu y Adolfo Pérez Esquivel, así como varios miembros del parlamento belga, han propuesto a Barghouti como candidato al propio Nobel de la Paz.
En abril de 2017, Marwan Barghouti encabezó una huelga indefinida de hambre secundada por entre 1.100 y 1.500 prisioneros palestinos en 8 cárceles israelíes, exigiendo el fin de las celdas de aislamiento y las detenciones administrativas (por las que un sospechoso puede ser retenido indefinidamente sin juicio ni acusación formal) y mejoras en las condiciones de vida de los presos, como la disponibilidad de una cabina de teléfono y una televisión común o un mayor número de visitas de familiares. Barghouti declaró a The New York Times que el objetivo de la huelga de hambre era poner fin al trato degradante que reciben los presos, añadiendo que "los prisioneros sufren torturas, tratos degradantes e inhumanos y falta de asistencia médica, algunos han muerto durante su detención”. El Ministro de Seguridad israelí, Gilad Erdan, aseguró que no negociaría con "terroristas y asesinos condenados", mientras que la ministra de Justicia, Ayelet Shaked, afirmó que el ejecutivo "no vacilará en aplicar la ley que autoriza la alimentación forzosa de reclusos". Erdan también solicitó que el ejército instalase un hospital de campaña cerca de la prisión de Ketziot para poder realizar dicha alimentación forzosa, ya que los médicos de los hospitales públicos israelíes se niegan a aplicarla. Además, Israel respondió trasladando a Barghouti desde la prisión de Hadarim, en el centro del país, a la de Jalama, en el distrito norte, y encerrándolo en una celda de aislamiento. Por su parte, Amnistía Internacional recordó a Israel que trasladar presos fuera de un territorio ocupado es una violación de la Cuarta Convención de Ginebra.
Durante la precampaña para las elecciones palestinas de 2021 se volvió a especular con la posibilidad de que Barghouti se presentase como candidato para la Presidencia de Palestina. En caso de presentarse, algunos medios de comunicación lo daban como el principal favorito, por encima de Mahmoud Abbas o de Ismail Haniya, los candidatos oficiales de Fatah y Hamás, respectivamente.Sin embargo, las elecciones fueron canceladas por la negativa de Israel a permitir el voto de los palestinos de Jerusalén Este.

### Condiciones de encarcelamiento desde 2024
En 2024, cuando Hamás exigió su puesta en libertad como parte del acuerdo para el alto el fuego y la liberación de los rehenes capturados en la guerra de Gaza, el ministro de seguridad nacional israelí, el ultraderechista Itamar Ben Gvir, anunció que había colocado a Barghouti en confinamiento solitario.
Un artículo de The Guardian en mayo de 2024 denunciaba las torturas a las que estaba siendo sometido Barghouti en las cárceles israelíes: «Marwan Barghouti pasa sus días acurrucado en una celda solitaria, oscura y estrecha, sin posibilidad de curarse sus heridas y una lesión en el hombre que se produjo al ser arrastrado con las manos esposadas por la espalda». Su abogado denunció que «mentalmente, él es una persona muy fuerte, pero físicamente su condición se está deteriorando, uno puede verlo. Le cuesta ver por su ojo derecho como consecuencia de una de las palizas. (...) Ha perdido peso, y no tiene buen aspecto. No lo reconocerías si comparases su aspecto actual con sus famosas fotografías». Desde que comenzó la guerra de Gaza de 2023-24, Barghouti había pasado por tres cárceles israelíes distintas, siempre en condiciones de aislamiento. En la cárcel de Ayalón «fue golpeado en numerosas ocasiones», incluido un ataque en el que los guardas le insultaban mientras era «arrastrado desnudo por el suelo en presencia del resto de prisioneros». En palabras de Tal Steiner, del Comité Público contra la Tortura de Israel, «lo que Barghouti ha sufrido es equivalente a tortura, pero se ha convertido en la práctica estándar en todas las cárceles desde el 7 de octubre».
A mediados de agosto de 2025, el ministro de Seguridad Nacional israelí, Itamar Ben-Gvir, en el curso de una visita a la cárcel de Ganot en el distrito central de Israel para supervisar el endurecimiento de las condiciones de detención de los presos palestinos, visitó a Barghouti en su celda y el canal 12 de TV israelí realizó un vídeo de 13 segundos que se divulgó en redes sociales. Era la primera vez que se le veía en una década, y apareció muy delgado y demacrado. Ben-Gvir le amenazó diciendo: «Quien se meta con el pueblo de Israel, quien asesine a nuestros hijos, quien asesine a nuestras mujeres, lo aniquilaremos. No nos derrotarás.» El vídeo, que se cortó antes de que Barghouti pudiera responder, fue condenado por el ministro palestino de Asuntos Exteriores y el vice-presidente palestino Hussein al-Sheikh declaró que las amenazas eran «la cúspide del terrorismo psicológico, moral y físico ejercido contra los prisioneros, y una violación de las convenciones y normas internacionales y humanitarias». Su mujer dijo que no le reconocía y sus familiares declararon temer por su vida en la cárcel después de que en octubre pasado ya fuera brutalmente atacado, pegado y herido.

## Popularidad

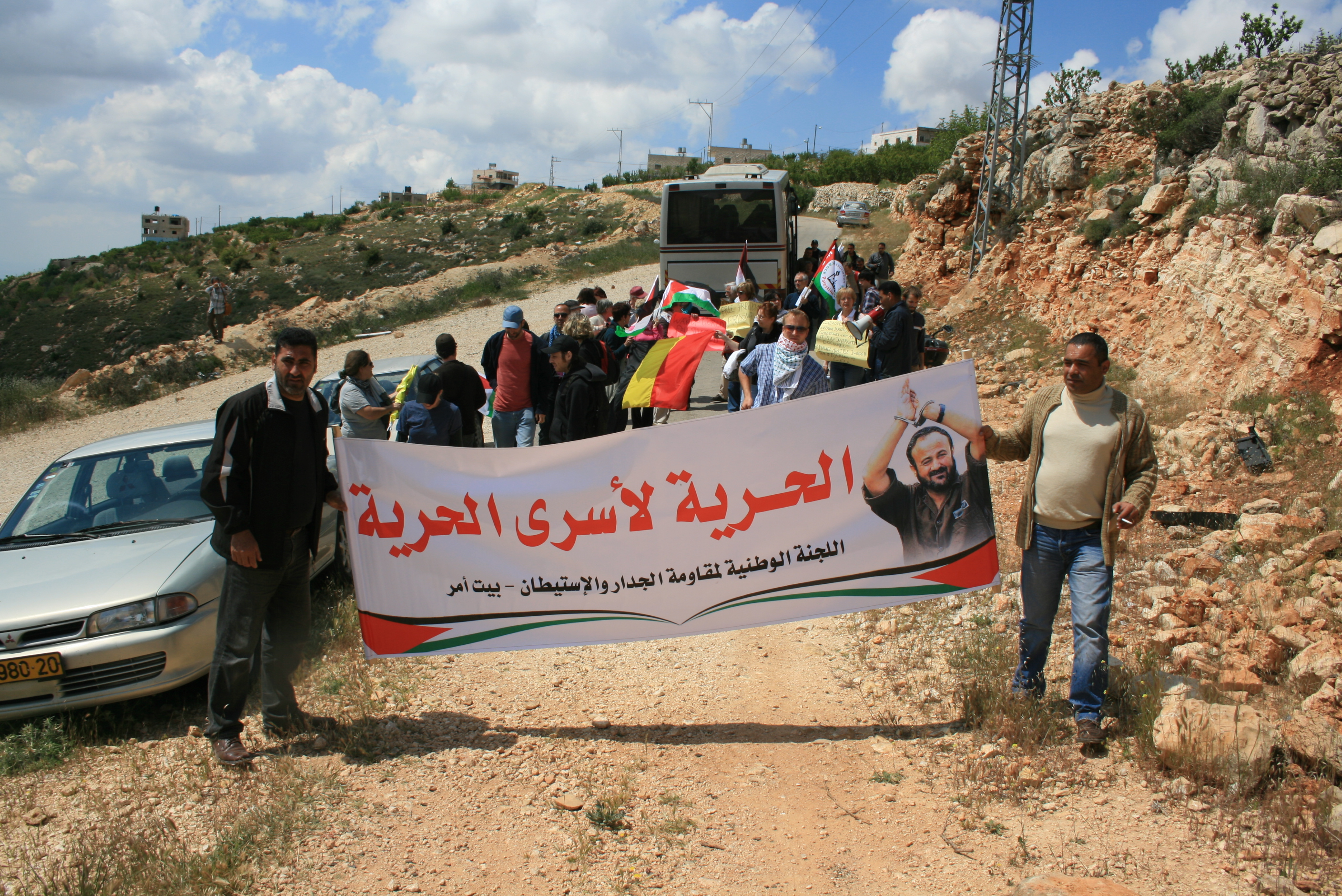
Manifestación contra la confiscación de tierras por parte de Israel (con la imagen de Barghouti en la pancarta)

A pesar de estar lejos de la atención mediática durante los últimos años, Marwan Barghouti sigue siendo un líder popular para el pueblo palestino. Según una encuesta a mediados de 2012, el 60% de los palestinos votaría por él como presidente de la Autoridad Nacional Palestina si se les diera la oportunidad de hacerlo, con lo que derrotaría tanto a Mahmud Abás como al líder de Hamás Ismail Haniya en la pugna por el cargo. El director del Centro Palestino de Investigación de Políticas y Encuestas, el Dr. Khalil Shkaki, declaró al diario Haaretz: “Él (Barghouti) ha estado muy por delante de sus rivales en todas y cada una de las encuestas públicas de opinión desarrolladas en los últimos años. Según una encuesta realizada en julio de 2016, Barghouti recibiría el 40% de los votos en unas elecciones presidenciales, seguido del 35% de Ismail Haniya y el 20% de Mahmud Abás. En otra encuesta desarrollada en marzo de 2016, en la que se planteaba un posible escenario de elecciones entre Barghouti y Haniya, el primero recibiría el 57% de los votos y el segundo el 39%, mientras que en una pugna entre Abás y Haniya sería este último quien ganaría con un 52% de los votos por un 41% que recibiría Abás.En diciembre de 2023, en el contexto de la guerra en Gaza, una encuesta demostraba que la popularidad de Barghouti era todavía muy alta: el 55% de los encuestados declaró que le daría su voto, más de cuarenta puntos por encima de los partidarios de Mahmoud Abbas, pero también superando a Ismail Haniya, los líderes de Fatah y Hamás, respectivamente.